# Trainerilla
La trainerilla es una embarcación a remo compuesto por seis remeros y un patrón o timonel. Los remeros manejan cada uno un remo, al igual que el patrón. Se disponen uno detrás de otro; normalmente (aunque esto puede variar) cada remero rema por el costado contrario al del que tiene delante, remando el boga o popa (remero más próximo al patrón) por babor. Es una embarcación de aproximadamente nueve metros de longitud. Es usual llevar pica, que es el instrumento con el cual se realizan las ciabogas.

## Competición

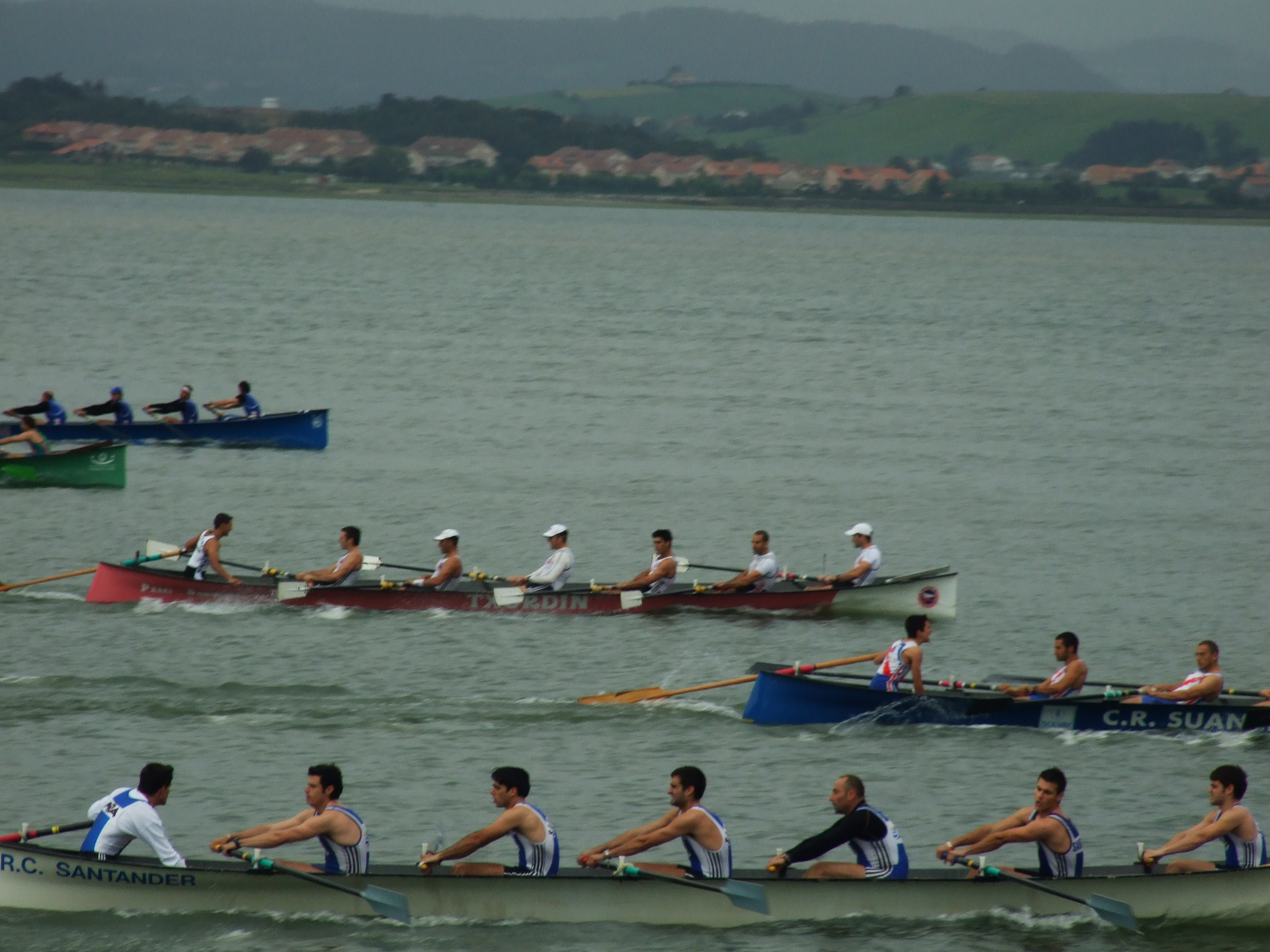
Campeonato de Cantabria de Trainerillas 2007.

Las regatas se componen de cuatro largos independientemente de la categoría. Cada largo son 875 metros, y entre largo y largo se realiza una virada en boya de 180°, llamada ciaboga. Las tandas oficiales son de cinco botes, es decir, compiten cinco botes a la vez; para cada bote se asignan dos boyas, la de salida y meta, y la de "fuera".
La trainerilla está reglamentado por la Federación Española de Remo desde el año 1945, año en que se celebró en el río Nervión el primer Campeonato Nacional, siendo el club con mejor historial en la categoría absoluta de esta especialidad el Club de Remo Orio, con ocho oros igualados a oros con el Club de Remo Kaiku (que además los consiguió consecutivamente desde 1975 hasta 1982), y seguidos de cerca por Pasajes San Juan, con siete triunfos, y por Zumaya, que consiguió desde 1983 hasta 1987 cinco triunfos consecutivos.
En los últimos años, sin embargo, los ganadores han sido embarcaciones de Cantabria. En el año 2008 y 2009 se ha impuesto la Sociedad Deportiva de Remo Castreña, seguida por la Sociedad Deportiva de Remo Astillero que se había impuesto en los cuatro años anteriores.